# Marpessa Dawn
Marpessa Dawn (Pittsburgh, Pennsylvania, 1934. január 3. – Párizs, 2008. augusztus 25.) amerikai származású francia színésznő.

## Élete és pályafutása
Európába kerülve Londonban egy revüben lépett fel. 1953-ban Párizsban telepedett le és a Theatre de la Pontiniere színpadán jutott főszerephez. Filmpályafutása tulajdonképpen Londonban kezdődött egy rövid produkcióval. Felfedezője Marcel Camus francia filmrendező, aki Brazíliában forgatott Fekete Orfeusz (1959) című alkotásában rá bízta a faluról jött, megejtően tiszta, bájos Eurydiké alakítását. E feladatát könnyed természetességeel oldotta meg, megtalálva mind a legenda, mind a valóság stílusához illő hangot.

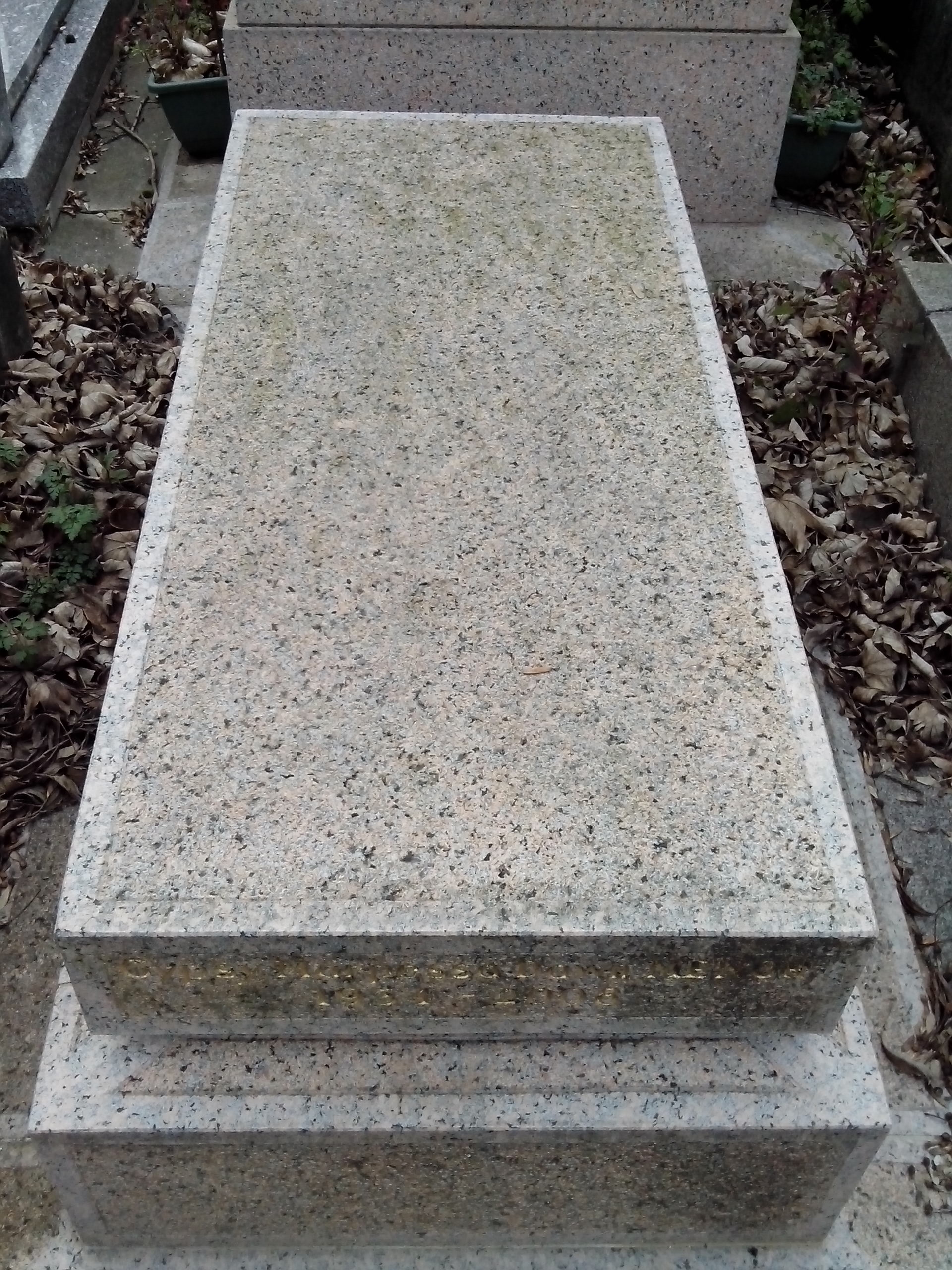
Sírja a Père-Lachaise temetőben

## Filmjei
- Élisa (1957)
- Womaneater (1958)
- Armchair Theatre (1958)
- A fekete Orfeusz (1959)
- A kék ember titka (1961)
- Indiana (1966)
- Au théâtre ce soir (1966)
- Salle n 8 (1967)
- Thibaud (1969)
- Le bal du comte d'Orgel (1970)
- Le traité du Rossignol (1971)
- Boubou cravate (1972)
- Bel ordure (1973)
- Sweet Movie (1974)
- Les grands ducs (1982)
- Sept en attente (1995)